# Ankh (videojuego)
Ankh es una aventura gráfica creada por Deck13. Es una secuela del videojuego del mismo nombre que salió varios años antes en Acorn RiscPC, de Artex Software. Es notable la influencia de los videojuegos de LucasArts, al tratarse de una aventura gráfica cómica.

## Argumento
Ankh se sitúa en la ciudad de El Cairo (Egipto), donde tomaremos el rol de Assil, el joven hijo del arquitecto del faraón.
Assil roba a su padre las llaves de la gran pirámide, entrando en ella para contar historias de terror. En la pirámide, Assil tropieza rompiendo unos jarrones, y provocando el despertar de una momia.
La momia, molesta, decide lanzar una maldición sobre Assil. Al mismo tiempo, el ankh que la momia poseía cae sobre el brazo de Assil, destruyéndola.
Ahora Assil tiene un extraño "abrelatas" y una maldición...

## Jugabilidad
Ankh usa el motor gráfico OGRE 3D de código abierto, que fue adaptado para la ocasión. Los gráficos son agradables y coloridos, a pesar de su ambientación desértica, en la que predominan los tonos amarillentos.
Ankh recupera la idea de los clásicos point 'n' click. El puntero cambia de forma según la acción que podamos efectuar.
Existe la posibilidad de desplegar un papiro en el que se muestran las tareas a completar.
Los objetos se muestran en la parte superior de la interfaz, donde es posible acceder a ellos y combinarlos.
Existe además un segundo personaje que podremos controlar en algunas partes del juego.

## Versión para Linux
Un tiempo después de la salida del juego los desarrolladores se plantearon la posibilidad de portarlo a Linux, algo no demasiado complicado teniendo en cuenta que el motor gráfico del juego tiene versión para este sistema operativo. Además habían ido probando a  compilar el juego para Linux durante su desarrollo y habían obtenido cierto éxito. Sin embargo encontraron ciertos problemas que debían depurar por lo que para asegurar que el esfuerzo merecería la pena optaron por un sistemas de reservas en su página web con el fin de alcanzar un mínimo de 200 ventas seguras de la versión para Linux. Se logró el objetivo y la página de RuneSoft anunciaba la salida del juego el 11 de diciembre de 2006. Desgraciadamente el juego en su versión para Linux no incluyó subtítulos en español, pero cualquier traducción de la versión para Windows podía ser utilizada satisfactoriamente.

## Curiosidades
- Un extracto de la célebre canción de Monkey Island se puede escuchar al abrir el tesoro pirata que está sumergido en el Nilo.
- Assil puede preguntar al genio omnisciente sobre la vida, el universo y todo lo demás. La respuesta es,por supuesto, 42.
- La famosa frase de Casablanca, "presiento que este es el comienzo de una gran amistad," se cita en el epílogo.